# Kolos Richárd
Kolos Richárd (Budapest, 1904. szeptember 16. – Budapest, 1969. augusztus 14.) magyar gépészmérnök, egyetemi tanár, miniszterhelyettes.

## Életpályája
Oklevelét a budapesti Műegyetemen szerezte 1927-ben. Közel másfél évtizedig a Magyar Siemens Művek műszerosztályának mérnöke, később főmérnöke volt. Itt alakult ki érdeklődése a mérés- és műszertechnika kutatása és gyártása iránt.
1937-ben feleségül vette Móricz Virág írónőt.
1945 után tervezőmérnök, 1949-ben megbízták az Elektromos Készülékek és Mérőműszerek Gyára megszervezésével, melynek a főmérnöke lett. Megszervezte a Műszeripari Központot (1950), 1951-től a Kohó- és Gépipari Minisztérium műszeripari főosztályát vezette, 1954-től miniszterhelyettes, 1962-ben a Tudományos és Felsőoktatási Tanács főtitkára, majd az OMFB (Országos Műszaki Fejlesztési Bizottság) elnökhelyettese volt.
A szervezési feladatok mellett foglalkozott a műszaki felsőoktatás kérdéseivel is. A Budapesti Műszaki Főiskola műszertagozatának vezetője és előadója (1950–53). A budapesti – általa megszervezett műszerszakán – a Műszer- és Méréstechnika tanszék tanszékvezető egyetemi docense (1953–1961), 1961-től tanszékvezető egyetemi tanár, 1964-től a Híradás- és Műszeripari Technológia tanszékvezetője. Elektromechanikus műszerek és készülékek gyártástechnológiája tárgykörben tartott előadásokat, írt egyetemi jegyzeteket.
Nevéhez fűződik a szocialista nagyipari műszergyártás megszervezése, a műszermérnöki képzés létrehozása. 
Autóbaleset áldozata lett.
Sírja a Farkasréti temetőben található (38. parcella, 1-29/30).

## Emlékezete
Nevét viselte Budapesten 2007-ben megszűnt Kolos Richárd Fővárosi Gyakorló Műszaki Szakközépiskola és Szakiskola. (XI. Fehérvári út 10.)

## Források

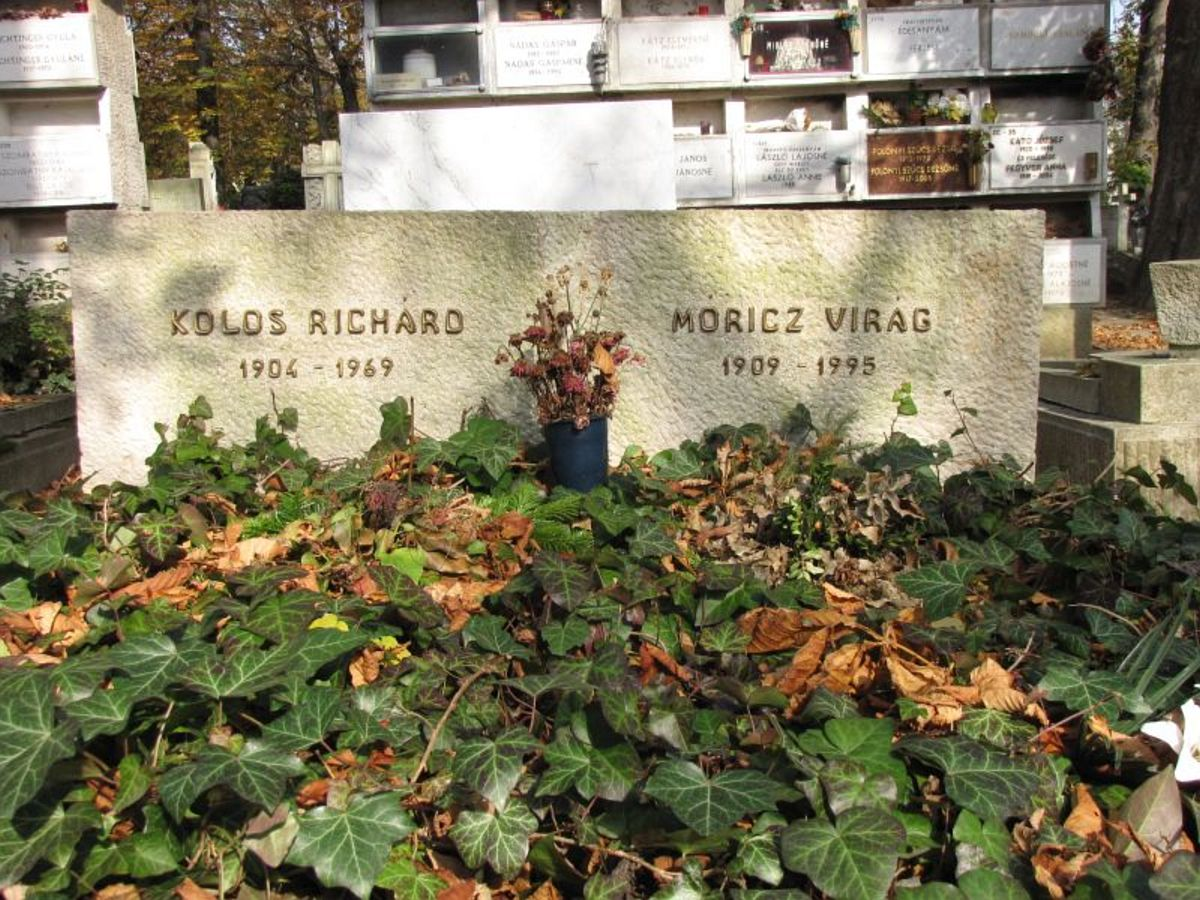
Sírja a Farkasréti temetőben (38-1-29/30)